# Automatic Storage Management
Pour les articles homonymes, voir ASM.
Automatic Storage Management (ASM) est une fonctionnalité incluse dans Oracle 10g (depuis la version 10gR1), qui a pour but de simplifier la gestion des fichiers de la base de données. Pour faire cela, ASM ajoute la capacité à gérer un système de fichiers et des volumes de disques durs directement dans le noyau du gestionnaire de la base de données Oracle, permettant la gestion des disques et fichiers avec des requêtes SQL familières à l’intérieur même d'Oracle. Ainsi, les administrateurs de bases de données n'ont plus besoin d'avoir des compétences supplémentaires sur les systèmes de fichiers ou les gestionnaires de volumes habituellement proposés par les systèmes d'exploitation.
Avec l'utilisation d'ASM :
- Les écritures/lectures sont réparties sur tous les disques disponibles
- Réorganisation automatique et à chaud dès l'ajout ou la suppression de capacité de stockage
- Maintien des copies redondantes et support des fonctionnalités RAID tiers
- Supporte le multipathing (Multipath I/O (en)) via des technologies tiers (Tolérance de panne et répartition de charge sur les accès SAN par exemple)